# Aspen Pharmacare
Aspen Pharmacare Holding Limited is een beursgenoteerd multinationaal farmaceutisch bedrijf met hoofdkantoor in uMhlanga, Zuid-Afrika, wat in 1997 werd opgericht.
Aspen heeft sinds 2013 ook drie vestigingen in Nederland, onder de naam Aspen Oss B.V..

## Oprichting
In 1850 is het oorspronkelijke bedrijf opgericht, door Berry Grey Lennon, een Ierse chemicus, die een apotheek opende in Gqeberha, Zuid-Afrika. Rond 1930 was het uitgegroeid tot het grootste farmaceutische bedrijf op het zuidelijk halfrond. In 1968 werd het bedrijf genoteerd aan de Johannesburg Securities Exchange (JSE), en in 1975 kreeg het een R&D-afdeling en begon generieke geneesmiddelen te produceren.
Onafhankelijk hiervan werd in 1997 in het Zuid-Afrikaande Durban het bedrijf Aspen opgericht, en een jaar later werd dat eveneens beursgenoteerd aan de JSE. Met een vijandige overname verkreeg dit bedrijf in 1999 South African Druggists (SAD), het oudste farmaceutische bedrijf in Zuid-Afrika, voor 2,4 miljard Zuid-Afrikaanse rand. SAD was ook eigenaar van Lennon.
Aspen is momenteel het grootste farmaceutische bedrijf in Afrika door fusies, met grote producties op locaties zoals Gqeberha in Zuid-Afrika, Bad Oldesloe in Duitsland, Notre-Dame-de-Bondeville in Frankrijk, en Oss in Nederland.

## Productie
Aspen staat bekend om de productie en distributie van merkgeneesmiddelen, evenals generieke hiv/aids-antiretrovirale middelen (ARV's) en kankermedicatie. Aspen is onder andere ook betrokken geweest bij de productie van het Janssen COVID-19-vaccin door middel van "fill and finish" en heeft de rechten om het product onder zijn eigen merknaam Aspenovax te verkopen. De winst van het bedrijf in 2021 bedroeg 2,63 miljard dollar. In 2016 kreeg Aspen een boete voor prijsopdrijving van geneesmiddelen tegen kanker, en na een onderzoek beloofde Aspen de prijzen in de Europese Unie gedurende 5 jaar te verlagen.

## Nederland
Aspen kocht in 2013 de (bio)chemische afdelingen van MSD. De vestigingen in Oss en Boxtel werden zo eigendom van Aspen Holding. Sindsdien staan die locaties bekend onder de naam Aspen Oss B.V. in Oss hebben zij twee locaties, waarvan er een naast de bekende Unox-fabriek staat.